# 杨国桢
杨国桢（1938年3月14日—），男，籍贯江苏无锡，生于湖南湘潭，中国光物理学家，中国科学院物理研究所研究员、前所长，中国物理学会理事长。

## 生平
1962年毕业于北京大学物理系，1965年该系研究生毕业。1999年当选为中国科学院院士。